# Charles Barthélemy
Pour les articles homonymes, voir Barthélemy.
Charles Barthélemy (Paris, 1824 - 1888) est un archéologue et historien français.

## Biographie
D'obédience catholique, il fut membre de l'Académie de la religion catholique de Rome.
En 1850 il fonde L'Érudition, revue mensuelle qui a subsisté trois ans.
Il fut un des auteurs de la Bibliothèque de la jeunesse chrétienne des éditions Mame pour les ouvrages d'histoire.

## Publications
- Histoire de la Bretagne ancienne et moderne - 1854
- Histoire de la Russie, depuis les temps les plus reculés jusqu'à nos jours - 1856
- Histoire de la Turquie - 1859
- Histoire de la Normandie ancienne et moderne
- Erreurs et mensonges historiques - 1862-1883, en 18 volumes.
- La comédie de Dancourt - 1882
- La guerre de 1870-71 - 1884
- Histoire de la comédie en France des origines à nos jours - 1886
- Les quarante fauteuils de l'Académie française, 1634-1886 - 1886
- Rational ou manuel des divins offices, ou, Raisons mystiques et historiques de la liturgie catholique 1854, traduction de l'ouvrage de Guillaume Durand de Mende, évêque du XIIIe siècle.
- Les Confessions de Freron (1719-1776): Sa Vie, Souvenirs Intimes et Anecdotiques, ses Pensées